# Llista de faraons
Aquest article conté una llista de faraons de l'antic Egipte que abasta des del període tinita, l'any 3000 aC, fins al final de la dinastia Ptolemaica, quan Egipte passà a ser una província de Roma sota el govern d'August l'any 30 aC.
No obstant això, el títol específic "Faraó" no va ser utilitzat per dirigir-se als reis d'Egipte pels seus contemporanis fins al govern de Merneptah a la dinastia XIX, c. 1200 aC. Juntament amb el títol de Faraó per als governants posteriors, hi havia un títol reial de l'Antic Egipte utilitzat pels reis egipcis que es va mantenir relativament constant durant el transcurs de la història de l'Antic Egipte, inicialment amb un nom d'Nom d'Horus, un nom de junc i abella (nswt-bjtj) i un Nom de Dues dames (nbtj), amb els títols addicionals d'Horus daurat, nomen i prenomen que s'afegiran successivament durant les dinasties posteriors.
Egipte va ser governat contínuament, almenys en part, per faraons nadius durant aproximadament 2500 anys, fins que va ser conquerit pel Regne de Kush a finals del segle viii aC, els governants del qual van adoptar la titulació faraònica tradicional per a ells mateixos. Després de la conquesta kushita, Egipte va experimentar un altre període de domini autòcton independent abans de ser conquerit per l'Imperi aquemènida, els governants del qual també van adoptar el títol de "Faraó". L'últim faraó natiu d'Egipte va ser Nectabeu II, que va ser faraó abans que els aquemènides conquerissin Egipte per segona vegada.
El domini aquemènida sobre Egipte va acabar amb les conquestes d'Alexandre el Gran l' any 332 aC, després de les quals va ser governat pels faraons hel·lènics de la dinastia ptolemaica. El seu domini, i la independència d'Egipte, van acabar quan Egipte es va convertir en una província de Roma l'any 30 aC. August i els emperadors romans posteriors van ser anomenats faraó quan van estar a Egipte fins al regnat de Maximí Daia l'any 314 dC.
Les dates indicades en aquesta llista de faraons són aproximades. Es basen principalment en la cronologia convencional de l'Antic Egipte, majoritàriament basades en la base de dades Digital Egypt for Universities desenvolupada pel Petrie Museum of Egyptian Archaeology, però es poden indicar dates alternatives extretes d'altres autoritats per separat.

## Llistes de reis de l'antic Egipte
Les llistes modernes de faraons es basen en registres històrics i, incloses llistes de reis de l'Antic Egipte i històries posteriors, com ara l'Aegyptiaca de Manetó, així com proves arqueològiques. Pel que fa a les fonts antigues, tant els egiptòlegs com els historiadors demanen precaució pel que fa a la credibilitat, exactitud i exhaustivitat d'aquestes fonts, moltes de les quals van ser escrites molt després dels regnats que informen. Un problema addicional és que les antigues llistes de reis sovint estan malmeses, inconsistents entre si i/o selectives.
Es coneixen les següents llistes de reis antics (juntament amb la dinastia sota la qual es van crear):
- Impressions de segell (I Dinastia); trobat en un segell de cilindre a la tomba de Den. Enumera tots els reis de la 1a dinastia des de Narmer fins a Den pels seus noms d'Horus.[3]
- Pedra de Palerm (V dinastia); tallat sobre una llosa d'olivina-basalt. Trencat en trossos i, per tant, avui incomplet.
- Tauler d'escriptura de Guiza (VI dinastia); pintat amb tinta vermella, verda i negra sobre guix i fusta de cedre. Molt selectiu.
- Pedra de Saqqara del Sud (VI dinastia); tallat sobre una llosa de basalt negre. Molt selectiu.
- Llista de reis de Karnak (dinastia XVIII); tallat en pedra calcària. Molt selectiu.
- Llista d'Abidos de Seti I (XIX Dinastia); tallat en pedra calcària. Molt detallat, però ometent alguns dels reis del primer període intermedi i tots els reis del segon període intermedi d'Egipte.
- Abydos Rei Llista de Ramsès II (XIX Dinastia); tallat en pedra calcària. Molt selectiu.
- Llista de reis de Ramesseum (dinastia XIX); tallat en pedra calcària. Conté la majoria dels faraons del Nou Imperi fins a Ramsès II.
- Llista de Saqqara (XIX Dinastia), tallada sobre pedra calcària. Molt detallat, però ometent la majoria dels reis de la I Dinastia per motius desconeguts.
- Papir de Torí (XIX Dinastia); escrit amb tinta vermella i negra sobre papir. Probablement la llista de reis més completa de la història, avui malmesa.
- Llista de reis de Medinet Habu (dinastia XX); tallat en pedra calcària i molt semblant a la llista de reis de Ramesseum.
- Manetó (període grec); possiblement escrit en papir. Els escrits originals es perden avui en dia i moltes anècdotes assignades a determinats reis semblen fictícies.

## Període arcaic
El període arcaic abasta des del període tinita, època durant la qual l'Alt Egipte i el Baix Egipte estaven governats per diversos monarques, a les primera i segona dinasties faraòniques.

### Període tinita: Baix Egipte
El Baix Egipte és la zona que abasta el delta del Nil. La següent llista no és completa.
| Nom    | Comentaris | Dates o període de regnat |
| ------ | ---------- | ------------------------- |
| Tiu    | —          | ?                         |
| Thesh  | —          | ?                         |
| Hsekiu | —          | ?                         |
| Wazner | —          | aprox. 3100 aC            |

### Període tinita: Alt Egipte
L'Alt Egipte és la zona en què el Nil es troba envoltat pel desert. La següent llista no és completa.
| Nom       | Comentaris                                                                                              | Dates o període de regnat |
| --------- | --- | ------------------------- |
| Serket I  | Enterrat a la tomba més antiga trobada a Umm al-Qa'ab, on apareix l'emblema de l'escorpí.               | aprox. 3200 aC?           |
| Iry-Ro    | D'existència incerta.                                                                                   | aprox. 3150 aC?           |
| Horus-Ka  | — | aprox. 3100 aC            |
| Serket II | També conegut com a "Rei escorpí" o "Horus escorpí"; es creu que només és un dels molts noms de Narmer. | aprox. 3100 aC            |
| Narmer    | Primer rei que unificà l'Alt Egipte i el Baix Egipte.                                                   | aprox. 3100 aC            |

.

### Primera dinastia
La primera dinastia governà Egipte del 3050 aC aprox. el 2890 aC.
| Nom       | Comentaris                                                                        | Dates o període de regnat |
| --------- | --------------------------------------------------------------------------------- | ------------------------- |
| Menes     | Es creu que és o Narmer o Horus-Aha o Serket II o bé una combinació de tots tres. | Pendent d'identificació   |
| Horus-Aha | Primer governant, l'existència del qual s'ha demostrat, d'ambdós Egiptes.         | aprox. 3050 aC            |
| Djer      | —                                                                                 | 41 anys                   |
| Djet      | —                                                                                 | 23 anys                   |
| Merneith  | Regent de Den.                                                                    | —                         |
| Den       | —                                                                                 | De 14 a 20 anys           |
| Anedjib   | —                                                                                 | 10 anys                   |
| Semerkhet | —                                                                                 | 9 anys                    |
| Qa'a      | —                                                                                 | 2916 aC?–2890 aC          |

### Segona dinastia
La segona dinastia governà Egipte del 2890 aC al 2686 aC.
| Nom           | Comentaris | Dates o període de regnat |
| ------------- | ---------- | ------------------------- |
| Hotepsekhemui | —          | 2890 aC–?                 |
| Nebre         | —          | 39 anys                   |
| Ninetjer      | —          | 40 anys                   |
| Weneg         | —          | 8 anys                    |
| Sened         | —          | 20 anys                   |
| Peribsen      | —          | 17 anys                   |
| Sekhemib      | —          | —                         |
| Khasekhemui   | ?-2686 aC  | Ente 17 i 18 anys         |

## Imperi Antic
L'imperi Antic és el període del tercer mil·lenni abans de Crist durant el qual Egipte assolí el seu primer estadi continuat de civilització complexa (el primer dels tres "imperis", períodes que marquen moments de gran auge de la civilització del Nil). El període abasta des de la tercera dinastia fins a la sisena dinastia (del 2630 aC al 2151 aC). Molts egiptòlegs hi inclouen les setena i vuitena dinasties memfites com a continuació de l'administració centralitzada a Memfis. 'L'imperi Antic va ser seguit per un període de desunió i de relatiu declivi cultural anomenat Primer Període Intermedi o, segons el van anomenar els mateixos egipcis, la "primera malaltia".
La capital d'Egipte durant l'Imperi Antic fou Memfis des que Djoser hi establí la seva cort. 'L'imperi Antic és conegut per ser l'època en què es van construir els monuments funeraris més grans, per això, sovint també rep el nom d'"Edat de les Piràmides".

### Tercera dinastia
La tercera dinastia governà Egipte del 2686 aC al 2613 aC.
| Nom        | Comentaris                                                                       | Dates del regnat |
| ---------- | -------------------------------------------------------------------------------- | ---------------- |
| Nebka      | Potser correspon a Sanakht                                                       | 2686 aC-2668 aC  |
| Djoser     | Ordenà la construcció de la primera piràmide esglaonada, dissenyada per Imhotep. | 2668 aC-2649 aC  |
| Sekhemkhet | —                                                                                | 2649 aC-2643 aC  |
| Khaba      | —                                                                                | 2643 aC-2637 aC  |
| Huni       | —                                                                                | 2637 aC-2613 aC  |

### Quarta dinastia
La quarta dinastia governà Egipte del 2613 aC al 2498 aC i dins d'aquesta s'hi compten els faraons que van construir les grans Piràmides d'Egipte, és a dir, Kheops, Khefren i Micerí.
| Nom        | Comentaris | Dates del regnat |
| ---------- | --- | ---------------- |
| Snefru     | Ordenà la construcció de la primera piràmide romboïdal i de la primera piràmide autènica, és a dir, la piràmide de Dashur. No se sap en quina de les dues piràmides fou enterrat. | 2613 aC-2589 aC  |
| Kheops     | Ordenà la construcció de la piràmide més gran de totes, la piràmide de Kheops. A les fonts egípcies es diu que fou el tercer governant de la seva família tot i que no se sap si hi va haver un faraó entre ell i Snefru. Alguns experts diuen que potser hi hagué una breu regència del seu germà gran. | 2589 aC-2566 aC  |
| Djedefre   | Ordenà la construcció de la piràmide d'Abu Rawash. | 2566 aC-2558 aC  |
| Khefren    | Ordenà la construcció de la segona piràmide més gran, la piràmide de Khefren. | 2558 aC-2532 aC  |
| —          | En aquest punt alguns estudiosos hi afegeixen Bikka, seguint les dades donades per Manethó. | —                |
| Micerí     | Ordenà la construcció de l'última gran piràmide del complex de Guiza, la piràmide de Micerí. | 2532 aC-2503 aC  |
| Shepseskaf | — | 2503 aC-2498 aC  |
| —          | En aquest punt alguns estudiosos hi afegeixen Djedefptah, seguint les dades donades per Manethó. | —                |

### Cinquena dinastia
La cinquena dinastia governà Egipte del 2498 aC al 2345 aC.
| Nom         | Comentaris | Dates del regnat |
| ----------- | ---------- | ---------------- |
| Userkaf     | —          | 2498 aC-2491 aC  |
| Sahure      | —          | 2487 aC-2477 aC  |
| Nefererkare | —          | 2477 aC-2467 aC  |
| Shepsekare  | —          | 2467 aC-2460 aC  |
| Neferefre   | —          | 2460 aC-2453 aC  |
| Niuserre    | —          | 2453 aC-2422 aC  |
| Menkauhor   | —          | 2422 aC-2414 aC  |
| Djedkare    | —          | 2414 aC-2375 aC  |
| Unas        | —          | 2375 aC-2345 aC  |

### Sisena dinastia
La sisena dinastia governà Egipte del 2345 aC al 2181 aC.
| Nom             | Comentaris            | Dates del regnat |
| --------------- | --------------------- | ---------------- |
| Teti II         | —                     | 2345 aC-2333 aC  |
| Userkare        | —                     | 2333 aC-2332 aC  |
| Pepi I          | —                     | 2332 aC-2283 aC  |
| Merenre I       | —                     | 2283 aC-2278 aC  |
| Pepi II         | —                     | 2278 aC-2184 aC  |
| Neferka, el nen | D'existència incerta. | 2184 aC          |
| Nitokris        | Governant dona.       | 2184 aC-2181 aC  |

## Primer període intermedi
El primer període intermedi és el període entre el final de l'imperi Antic i l'inici de l'imperi Mitjà.
L'imperi Antic es va acabar amb la mort de Pepi II. Havia regnat durant 94 anys, més que cap altre faraó, i va morir amb l'eda de 100 anys. Els últims anys del seu regnat es caracteritzen pel caos i un govern ineficient a causa de la seva avançada edat.
La unió d'ambdós regnes va acabar malaguanyada i els líders locals van prendre el poder, provocant aquest fet una gran fam.
Pels volts de l'any 2160 aC, una nova dinastia intentà reunificar el Baix Egipte des de la seva capital a Heracleòpolis Magna. Mentrestant, una altra dinastia amb seu a Tebes intentava reunificar l'Alt Egipte, fent un xoc entre ambdues dinasties inevitable.
Pels volts de l'any 2055 aC, el descendent d'Antef III derrotà la dinastia de faraons heracleopolitans, reunificant amb això els dos egiptes i fundant l'onzena dinastia amb el nom de Mentuhotep I, el primer faraó de l'imperi Mitjà.

### Setena i vuitena dinasties
Les dinasties setena i vuitena van governar Egipte del 2181 aC al 2160 aC (La següent taula es basa en la Taula d'Abidos del Temple de Seti I i es tracta d'una versió simplificada, la versió completa es pot consultar a «www.narmer.pl». ).
| Nom                 | Comentaris                                              | Dates del regnat |
| ------------------- | ------------------------------------------------------- | ---------------- |
| Neterkare           | —                                                       | —                |
| Neferkare III Nebi  | —                                                       | —                |
| Djedkare Shemu      | —                                                       | —                |
| Neferkare IV Khendu | —                                                       | —                |
| —                   | En aquest punt algunes autoritats hi inclouen Merenhor. | —                |
| Sneferka II         | —                                                       | —                |
| Nekare              | —                                                       | —                |
| Neferka Tereru      | —                                                       | —                |
| Neferkahor          | —                                                       | —                |
| Neferkare VI        | —                                                       | —                |
| Sneferkare Annu     | —                                                       | —                |
| Ibi I               | —                                                       | —                |
| Neferirkare II      | —                                                       | —                |
| Wadjkare            | —                                                       | —                |
| Sekhemkare          | —                                                       | —                |
| Iti                 | —                                                       | —                |
| Imhotep             | —                                                       | —                |
| Isu                 | —                                                       | —                |
| Iytenu              | —                                                       | —                |

### Novena dinastia
La novena dinastia va governar Egipte del 2160 aC al 2130 aC.
| Nom               | Comentaris | Dates del regnat |
| ----------------- | ---------- | ---------------- |
| Khety I           | —          | 2160 aC - ?      |
| Merybre           | —          | —                |
| Neferkare III     | —          | —                |
| Setut             | —          | —                |
| Khety I           | —          | —                |
| Merykare          | —          | —                |
| Menethoupe I      | —          | —                |
| Khety II          | —          | —                |
| Filla de Khety II | —          | —                |
| Filla de Merykare | —          | —                |

### Desena dinastia
La desena dinastia va governar Egipte del 2130 aC al 2040 aC.
| Nom                | Comentaris | Dates del regnat |
| ------------------ | ---------- | ---------------- |
| Meryhathor         | —          | 2130 aC - ?      |
| Neferkare IV       | —          | —                |
| Merykare           | —          | —                |
| Wankhare Khety III | —          | —                |
| —                  | —          | ? - 2040 aC      |

### Onzena dinastia
L'onzena dinastia va governar Egipte del 2040 aC al 1991 aC.
| Nom            | Comentaris                                                  | Dates del regnat  |
| -------------- | ----------------------------------------------------------- | ----------------- |
| Antef I        | —                                                           | 2140 aC - 2117 aC |
| Antef II       | —                                                           | 2117 aC - 2069 aC |
| Antef III      | —                                                           | 2069 aC - 2060 aC |
| Mentuhotep I   | Reunificà tot Egipte l'any 2040 aC, comença l'imperi Mitjà. | 2060 aC - 2010 aC |
| Mentuhotep II  | —                                                           | 2010 aC - 1998 aC |
| Mentuhotep III | —                                                           | 1998 aC - 1991 aC |

## Imperi Mitjà
L'imperi Mitjà és el període que abasta des del final del Primer Període Intermedi fins al començament del Segon Període Intermedi. A més de la dotzena dinastia, molts estudiosos també hi afegeixen les dinasties onzena, tretzena i catorzena a aquest període. 'L'imperi Mitjà es caracteritza pel notable creixement del comerç exterior que tingué lloc durant tot el període. No obstant això, aquesta obertura al comerç exterior també duria la fi de l'Imperi Mitjà, provocada per la invasió dels hicsos.

### Dotzena dinastia
La dotzena dinastia va governar Egipte del 1991v aC al 1802 aC i fou considerada pels egipcis com la dinastia més gran de totes.
| Nom           | Comentaris                                             | Dates del regnat  |
| ------------- | ------------------------------------------------------ | ----------------- |
| Amenemhet I   | —                                                      | 1991 aC - 1962 aC |
| Senusret I    | —                                                      | 1962 aC - 1926 aC |
| Amenemhet II  | —                                                      | 1926 aC - 1895 aC |
| Senusret II   | —                                                      | 1895 aC - 1878 aC |
| Senusret III  | Considerat el faraó més poderós de l'Imperi Mitjà.     | 1878 aC - 1860 aC |
| Amenemhet III | —                                                      | 1860 aC - 1815 aC |
| Amenemhet IV  | Segons una inscripció, tingué un regent durant un any. | 1815 aC - 1807 aC |
| Sobekneferu   | Fou una de les poques dones-faraó.                     | 1807 aC - 1802 aC |

## Segon període intermedi
El Segon període intermedi fou un període de caos entre el final de l'imperi Mitjà i el començament de l'imperi Nou. És conegut per ser el moment en què els hicsos s'assentaren a Egipte i el governaren durant les quinzena i setzena dinasties.
La tretzena dinastia era molt més feble que la dotzena, per la qual cosa fou incapaç de mantenir Egipte unificat. La família a càrrec del govern provincial de Xois, ciutat situada als pantans del delta occidental, s'escindí del govern central i formà la catorzena dinastia.
Els hicsos van instal·lar-se a Egipte durant el regnat de Sobekhotep IV, i pels volts de l'any 1720 aC prengueren el control sobre la ciutat d'Àvaris (actual Tell ed-Dab'a). Els hicsos, liderats per Salitis, el fundador de la quinzena dinastia, van envair el Baix Egipte durant el regnat de Dudimosis I.
Va ser durant aquesta època, en què Memfis caigué en mans dels hicsos, que la casa governant a Tebes declarà la seva independència del poder faraònic i s'autoproclamà com a la dissetena dinastia d'Egipte. Aquesta nova dnastia acabaria fent recular els hicsos a l'Àsia.

### Tretzena dinastia
La tretzena dinastia governà Egipte del 1803 aC al 1649 aC i, segons Manetó, el seu govern durà entre 153 o 154 anys.
| Nom               | Comentaris                                                                                           | Dates del regnat         |
| ----------------- | --- | ------------------------ |
| Wegaf             | Fundador de la tretzena dinastia. El seu regnat consta en abundants inscripcions i papirs.           | 1803 aC - 1799 aC        |
| Sebenef           | — | 1799 aC - 1796 aC        |
| Amenemhet V       | — | 1795 aC - 1792 aC        |
| Hotepibre         | — | ? - 1790 aC              |
| Iufeni            | — | —                        |
| Amenemhet VI      | — | —                        |
| Nebnun Semenkare  | — | —                        |
| Sehotepibre       | — | —                        |
| Sewadjkare        | — | —                        |
| Nedjemibre        | 7 mesos aprox.                                                                                       | —                        |
| Sobekhotep I      | — | —                        |
| Reniseneb         | 4 mesos aprox.                                                                                       | 1775 aC aprox.           |
| Hor I             | — | 1775 aC aprox            |
| Djedkhepereu      | Un dels reis d'aquest període del qual se'n conserven més restes que donin testimoni del seu regnat. | Entre 5 i 7 anys         |
| Sekhemre Kutawire | Es creu que potser és Wegaf??                                                                        | 1767 aC aprox.           |
| Khendjer          | Se sap que va regnar com a mínim 4 anys i 3 mesos                                                    | 1765 aC aprox.           |
| Imira-mesha       | — | —                        |
| Antef V           | — | —                        |
| Sobekhotep III    | 4 anys i 2 mesos                                                                                     | 1755 aC aprox.           |
| Neferhotep I      | 11 anys                                                                                              | 1751 aC - 1740 aC        |
| Sobekhotep IV     | 10 o 11 anys                                                                                         | 1740 aC - 1730 aC        |
| Sobekhotep V      | — | 1730 aC aprox.           |
| Ibiaw             | 10 anys i 8 mesos                                                                                    | 1725 aC - 1714 aC aprox. |
| Aya               | 23 anys i 8 mesos                                                                                    | 1714 aC - 1691 aC aprox. |
| Ini               | 2 anys i 2 mesos                                                                                     | —                        |
| Sewadjtu          | — | —                        |
| Ined              | — | —                        |
| Hori              | — | —                        |

No se sap quin lloc ocupen a la taula els següents faraons:
| Nom           | Comentaris | Dates del regnat |
| ------------- | ---------- | ---------------- |
| Dudimosis I   | —          | 1654 aC aprox.   |
| Dudimosis II  | —          | —                |
| Senebmiu      | —          | —                |
| Mentuhotep IV | —          | —                |
| Mentuhotep V  | —          | —                |
| Senaayeb      | —          | —                |

### Catorzena dinastia
La catorzena dinastia fou una dinastia de governants locals del deltra oriental, amb seu a Xois (Àvaris), que governà part del Baix Egipte del 1705 aC al 1690 aC.
| Nom              | Comentaris | Dates del regnat |
| ---------------- | ---------- | ---------------- |
| Nehesi           | —          | 1705 aC aprox.   |
| Khatire          | —          | —                |
| Nebefawre        | —          | 1704 aC aprox.   |
| Sehebre          | —          | —                |
| Merdjefare       | —          | 1699 aC aprox.   |
| Sewadjkare       | —          | —                |
| Nebdjefare       | —          | 1694 aC aprox.   |
| Webenre          | —          | —                |
| Faraó desconegut | —          | —                |
| ...djefare?      | —          | —                |
| ...webenre?      | —          | 1690 aC aprox.   |

Al Papir de Torí proporciona 25 noms més, molt dels quals són il·legibles, i cap data concreta. L'existència de tots ells no ha sigut demostrada per cap resta arqueològica i la seva existència encara és molt dubtosa.

### Quinzena dinastia
La quinzena dinastia fou una dinastia hikse: beduïns que s'instal·laren per tot el Creixent Fèrtil i que governà el Baix Egipte del 1674 aC al 1535 aC.
| Nom      | Comentaris               | Dates del regnat   |
| -------- | ------------------------ | ------------------ |
| Shesi    | Governà entre 1 i 4 anys | 1674 aC - ?        |
| Yakhuber | —                        | —                  |
| Khyan    | —                        | Entre 30 i 40 anys |
| Apepi    | —                        | 40 anys o més      |
| Khamudi  | —                        | ? - 1535 aC        |

### Setzena dinastia
La setzena dinastia fou una dinastia de governants locals, amb seu al Sinaí (Pelúsion), que governà part d'Egipte del 1663 aC al 1555 aC.
| Nom                | Comentaris                                                                | Dates del regnat |
| ------------------ | ------------------------------------------------------------------------- | ---------------- |
| —                  | El nom del primer rei s'ha perdut al Papir de Torí i no es pot recuperar. | —                |
| Djehuty            | —                                                                         | 3 anys           |
| Sobekhotep VIII    | —                                                                         | 16 anys          |
| Neferhotep III     | —                                                                         | 1 any            |
| Mentuhotep VI      | —                                                                         | 1 any            |
| Nebiryraw I        | —                                                                         | 26 anys          |
| Nebiryraw II       | —                                                                         | 3 mesos?         |
| Semenre            | —                                                                         | 1 any?           |
| Bebiankh           | —                                                                         | 12 anys          |
| Sekhemre-Shedwaset | —                                                                         | 3 mesos?         |
| —                  | Al Papir de Torí hi manca el nom de cinc faraons més.                     | —                |

Algunes fonts hi inclouen sis noms més (Semqen, Khauserre, Seket, Ahetepre, Amu, i Nebkhepeshre (Apepi III)), l'existència dels quals no s'ha demostrat enlloc més. Aquesta dinastia, segons sembla, va desaparèixer completament l'any 1555 aC.

### Dissetena dinastia
La dissetena dinastia governà l'Alt Egipte del 1650 aC al 1550 aC.
| Nom                      | Comentaris | Dates del regnat         |
| ------------------------ | ---------- | ------------------------ |
| Sekhemre Wahkhau Rehotep | —          | 1650 aC - ?              |
| Antef VI                 | —          | —                        |
| Antef VII                | —          | —                        |
| Antef VIII               | —          | —                        |
| Sobekemsaf II            | —          | —                        |
| Sekhemre Sementawy Thuty | —          | 1 any                    |
| Mentuhotep VI            | —          | 1 any                    |
| Tao I                    | —          | 1558 aC aprox.           |
| Tao II                   | —          | 1558 aC - 1554 aC aprox. |
| Kamose                   | —          | 1554 aC - 1549 aC        |

Els egiptòlegs encara no saben del cert si els faraons Nebiryraw I, Nebiryraw II, Sekhemre-Shedwaset, Bebiankh, Semenre i Mentuhotep VII pertanyen a la setzena dinastia o a la dissetena.

## Imperi Nou
L'imperi Nou és el període de la història d'Egipte que abasta des de la divuitena dinastia a la vintena dinastia, és a dir, del segle XVI aC al segle XI aC, i se situa entre el segon i tercer períodes intermedis.
Durant l'Imperi Nou l'Egipte faraònic aconseguí la seva màxima extensió territorial gràcies a l'hegemonia militar exercida. S'expandí fins al sud de Núbia i controlà amplis territoris de l'Orient Pròxim. A més a més, els exèrcits faraònics lluitaren contra els hitites pel control de l'actual Síria.
Dos dels faraons más coneguts d'aquest període són Akhenaton, el culte a Aton del qual se'l considera el primer exemple de monoteisme de la història, i Ramsès II, el qual intentà reconquerir els territoris de les actuals Síria, Líban i Israel que havien estat sota control egipci durant la divuitena dinastia. La seva reconquesta dugué a la batalla de Cadeix, en la qual els exèrcits faraònics s'enfrontaren contra l'exèrcit del rei hitita Muwatallis II.

### Divuitena dinastia
La divuitena dinastia governà Egipte del 1550 aC al 1295 aC.
| Nom                   | Comentaris | Dates del regnat  |
| --------------------- | --- | ----------------- |
| Amosis                | Successor de Kamose | 1550 aC - 1525 aC |
| Amenofis I            | — | 1525 aC - 1504 aC |
| Tuthmosis I           | — | 1504 aC - 1492 aC |
| Tuthmosis II          | — | 1492 aC - 1479 aC |
| Tuthmosis III         | Sovint anomenat Napoleó d'Egipte. Al principi del seu regnat la seva madrastra, Hatshepsut, en fou la regent. Després de la seva mort, Tuthmosis III inicià l'expansió egípcia cap a l'Orient Pròxim          | 1479 aC - 1425 aC |
| Hatshepsut            | Primera governant dona, regent de Tuthmosis III. Les estàtues sovint la representen com un home amb una barba postissa i cap senyal que mostrés que era una dona. Les causes de la seva mort són desconegudes | 1473 aC - 1458 aC |
| Amenofis II           | — | 1427 aC - 1400 aC |
| Tuthmosis IV          | — | 1400 aC - 1390 aC |
| Amenofis III          | — | 1390 aC - 1352 aC |
| Amenofis III          | — | 1390 aC - 1352 aC |
| Amenofis IV/Akhenaton | Fundador i impulsor del breu període monoteista (atonisme). El seu nom original significa "Amón és complagut"                                                                                                 | 1352 aC - 1336 aC |
| Semenkhare            | Corregent d'Akhenaton? | 1338 aC - 1336 aC |
| Tutankamon            | Es creu que era el fill d'Akhenaton i el reinstaurador de la religió politeista. A partir del segle XX es feu famós perquè la seva tomba fou la primera tomba faraònica descoberta intacta                    | 1336 aC - 1327 aC |
| Kheperkheprure Ay     | — | 1327 aC - 1323 aC |
| Horemheb              | Antic general i conseller de Tutankhamon. Destruí totes les icones dels reis i reines d'Amarna (totes excepte les d'Amenofis III i Tiye)                                                                      | 1323 aC - 1295 aC |

### Dinovena dinastia
La dinovena dinastia governà Egipte del 1295 aC al 1186 aC.
| Nom       | Comentaris | Dates del regnat  |
| --------- | --- | ----------------- |
| Ramsès I  | — | 1295 aC - 1294 aC |
| Seti I    | — | 1294 aC - 1279 aC |
| Ramsès II | El faraó tradicionalment associat amb Moisès, tot i que gairebé no hi ha proves que ho demostrin. La batalla de Cadeix (l'any 1275 aC), en la qual lluità contra els hitites, quedà en empat, per la qual cosa firmà posteriorment el tractat de pau de l'any 1258 aC | 1279 aC - 1213 aC |
| Meremptah | Una estela que narra les seves campanyes a Líbia i Palestina conté la primera referència coneguda als israelites | 1213 aC - 1203 aC |
| Amenmesse | — | 1203 aC - 1200 aC |
| Seti II   | — | 1200 aC - 1194 aC |
| Siptah    | — | 1194 aC - 1188 aC |
| Tausret   | Una de les poques dones faraó | 1188 aC - 1186 aC |

### Vintena dinastia
La vintena dinastia governà Egipte del 1185 aC al 1069 aC.
| Nom         | Comentaris                                          | Dates del regnat  |
| ----------- | --------------------------------------------------- | ----------------- |
| Setnakht    | —                                                   | 1186 aC - 1183 aC |
| Ramsès III  | Lluità contra els Pobles de la mar l'any 1175 aC    | 1183 aC - 1152 aC |
| Ramsès IV   | —                                                   | 1152 aC - 1146 aC |
| Ramsès V    | —                                                   | 1146 aC - 1142 aC |
| Ramsès VI   | —                                                   | 1142 aC - 1134 aC |
| Ramsès VII  | —                                                   | 1134 aC - 1126 aC |
| Ramsès VIII | —                                                   | 1126 aC - 1124 aC |
| Ramsès IX   | —                                                   | 1124 aC - 1106 aC |
| Ramsès X    | —                                                   | 1106 aC - 1102 aC |
| Ramsès XI   | El Gran Sacerdot d'Amon Herihor l'expulsà del poder | 1102 aC - 1069 aC |